# Paya Naden
Paya Naden is een bestuurslaag in het regentschap Aceh Timur van de provincie Atjeh, Indonesië. Paya Naden telt 1456 inwoners (volkstelling 2010).